# カルロス・アレバロ
カルロス・アレバロ（スペイン語: Carlos Arévalo, 1993年12月6日 - ）は、スペイン・ガリシア州ア・コルーニャ県ベタンソス出身のカヌースプリント選手（カヤック）。オリンピックのカヌー競技では2個のメダルを獲得している。

## 経歴
2021年の東京オリンピックでは、サウル・クラビオット、マルクス・ワルツ、ロドリゴ・ヘルマデとともに出場したK-4 500mで銀メダルを獲得した。
2024年のパリオリンピックでは、サウル・クラビオット、マルクス・ワルツ、ロドリゴ・ヘルマデとともに出場したK-4 500mで銅メダルを獲得した。